# 才丰乡
才丰乡，是中华人民共和国江西省吉安市永新县下辖的一个乡镇级行政单位。

## 行政区划
才丰乡下辖以下地区：
龙安村、华光村、洲尾村、洲湖村、清塘村、联合村和建兴村。